# 2007 год в архитектуре

## Здания
- 25 февраля — сдан в эксплуатацию бизнес-центр «Парус» в Киеве, на тот момент — самый высокий небоскрёб Украины офисного назначения (156 м)
- 9 марта — открыт Новый стадион Уэмбли.
- 9 сентября — освящён Собор святого великомученика Георгия Победоносца в Одинцово
- 9 ноября — завершено строительство Башни на набережной в Москве
- Декабрь — открыт Новый музей современного искусства в Нью-Йорке

## Скончались
- Кисё Курокава, японский архитектор-метаболист